# Tormássy János (püspök)
Tormássy János (Kecskemét, 1744. augusztus 12. – Kiskunhalas, 1814. augusztus 12.) református lelkész, a Dunamelléki Református Egyházkerület püspöke 1807-től haláláig.

## Élete
Kecskeméten valamint 1760 tavaszától Debrecenben végezte iskoláit. 1768 nyarán külföldre indult, s előbb valahol másutt, 1769-től pedig Genevában folytatta tanulmányait. Hazatérte után 1771-ben kecskeméti, 1777-ben kiskunhalasi lelkész lett. 1790-ben főjegyzővé választotta a dunamelléki egyházkerület, mégpedig a püspökségre következés jogával. Részt vevén a budai zsinaton, vezérszerepet vitt a lelkészi kar érdekeinek védelmezésében. Az 1790–91-i országgyűlés ref. prédikátori tisztét ő töltötte be. 1807-ben püspök lett. 70 születésnapján hunyt el. Vőtársa volt Péczeli Józsefnek és Ercsei Dánielnek, veje Varjas Jánosnak és másodunokatestvére Vecsei Sámuel tiszántúli püspöknek.

## Művei
Irodalmi, főleg egyháztörténelmi téren jelentékeny munkásságot fejtett ki. 
- A szorongattatások között enyhülést óhajtó Izrael népének… biztatása (Prédikáció a türelmességi rendeletről). (Pest, 1782.)
- Egynehány prédikációk… a közelebb elmúlt országgyűlésére felsereglett úri rendek előtt. (Uo. 1791.)
- Hazáját és az Isten házát buzgón szerető Nehemiás… (Gyászbeszéd gr. Teleki József felett). (Uo. 1797.)
- A cheirothesiáról (Prédikáció Tóthpápai József püspöki beiktatásakor). (Komárom, 1814.)
- A dunamelléki ref. egyházkerület története (Közzétette Fábián Mihály). (Sárospatak. 1867.)
- Halas városa s eklézsiája históriája. (Kecskemét, 1875.)
- A pesti religionaria commissio actáinak rövid és egyszerű summázata (Révész Figyelmezője, 1878.).
- Adalékok a dunamelléki ref. püspökök életéhez (Közzétette Mokos Gyula). (Pápa, 1892.)